# 자기기압계

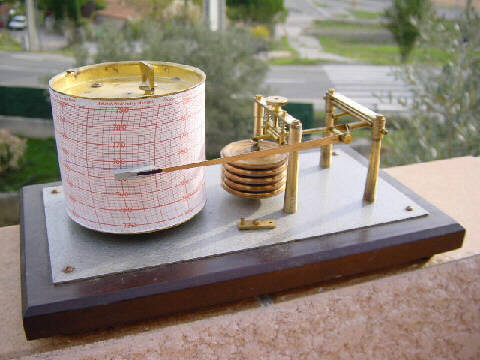
전통적인 자기기압계

자기기압계 또는 바로그래프(barograph)는 시간 경과에 따른 기압을 그래픽 형식으로 기록하는 기압계이다. 이 장비는 또한 대기압을 연속적으로 기록하는 데 사용된다. 부분적으로 진공화된 금속 실린더인 감압 부품은 펜의 수직 변위가 대기압의 변화에 비례하는 방식으로 펜 암에 연결된다.